# 31 Gwardyjska Samodzielna Brygada Desantowo-Szturmowa
31 Gwardyjska Samodzielna Brygada Desantowo-Szturmowa odznaczona Orderem Kutuzowa 2 stopnia (ros. 31-я отдельная гвардейская десантно-штурмовая ордена Кутузова 2-й степени бригада) – związek taktyczny Sił Zbrojnych Federacji Rosyjskiej, wchodzący w skład jednego z dwóch samodzielnych rodzajów wojsk Sił Zbrojnych Federacji Rosyjskiej.
1 maja 1998 104 Gwardyjska Dywizja Powietrznodesantowa została przeformowana w 31 Gwardyjską Samodzielna Brygadę Powietrznodesantową z przekazaniem sztandaru, orderów i wyróżnień. W latach 1999–2001 jednostka ta brała udział w operacjach w Północnym Kaukazie, za co wielu żołnierzy otrzymało nagrody państwowe, a starszy porucznik gwardii G.N. Gałkin i starszy porucznik gwardii R.W. Igoszyn (pośmiertnie) otrzymali tytuł Bohatera Rosji.
Od 2005 roku brygada przeszła na całkowicie kontraktowy system służby. Po reformie Sił Powietrznodesantowych od 1 grudnia 2006 brygada otrzymała nazwę desantowo-szturmowej. 
Potocznie nazywana Dziką Brygadą (podobnie jak jej poprzedniczka 104 Dywizja – Dziką Dywizją). Jej motto brzmi: „Nikto, kromie nas!” (pol. Nikt oprócz nas!). Używa sprzętu, tj. BMD-2, BMD-3, BTR-D, Nona-SWK.